# Mis Inlet
Mis Inlet (in der deutschen Kolonialzeit Prinz Heinrich-Hafen genannt) ist eine kleine Bucht an der Küste der Provinz Madang von Papua-Neuguinea. Sie ist damit Teil der Bismarcksee.

## Allgemeines
Die Bucht liegt an der westlichen Küste der Provinz und bildet den Ästuar für den Mis River. Einige Kilometer südlich liegt die Provinzhauptstadt Madang mit ihrem natürlichen Hafen, dem Madang Harbour. Die Bucht ist genau wie der Madang Harbour Teil einer größeren Bucht, des Tab Anchorage, dessen Ufer von zahlreichen Einschnitten, Inseln und Sümpfen geprägt ist.
Die Bucht war bereits zur deutschen Kolonialzeit bekannt und trug zu dieser Zeit den Namen Prinz Heinrich-Hafen, nach Heinrich von Preußen. Der Hafen lag zu dieser Zeit in einem der von Plantagenwirtschaft geprägten Hauptsiedlungsgebiete der Kolonie, in dem sich mit Madang (früher Friedrich-Wilhelm-Hafen) im Süden und Alexishafen im Norden auch erste Siedlungen gebildet hatten.
Während des Zweiten Weltkriegs besetzte die japanische Armee Papua und erreichte die Gegend um Madang kampflos im Januar 1943. Im April 1944 wurde die Gegend von australischen Truppen nach heftigen Kämpfen zurückerobert. Anschließend übernahm Australien die Gegend erneut unter Mandatsverwaltung. 1975 wurde sie Teil des unabhängigen Staates Papua-Neuguinea.